# Diacamma bispinosum
Diacamma bispinosum är en myrart som först beskrevs av Le Guillou 1842.  Diacamma bispinosum ingår i släktet Diacamma och familjen myror. Inga underarter finns listade i Catalogue of Life.